# فايق بهجت
فايق بهجت (فايق محمد بهجت) ممثل مصري  من مواليد قليوب في 15 يونيو 1922، ابن مهندس المساحة محمد بك بهجت موظف بوزارة الاوقاف، هو ممثل وكاتب سيناريست وممثل مسرحيات اشتهر بأعماله مع المخرج الراحل حسام الدين مصطفى وعمل كثير من المسلسلات الإذاعية مع مخرجين آخرين، كما عمل في فرقة تحية كاريوكا وفايز حلاوة توفي 17 إبريل 1979 عن عمر يناهز 57 سنة.  

## قائمة أعماله
مسلسل اذاعي «الدكتور والعروسة» للمخرج محمد عثمان.
فيلم «سلفني 3 جنيه» للمخرج توجو مزراحي، عام 1939
فيلم «هل أقتل زوجى» للمخرج حسام الدين مصطفى، عام 1958
فيلم «إسماعيل يس للبيع» للمخرج حسام الدين مصطفى، عام 1958
فيلم «ست البنات» للمخرج حسام الدين مصطفى، عام 1961
فيلم «بقايا عذراء» للمخرج حسام الدين مصطفى، عام 1962
فيلم «الأشقياء الثلاثة» للمخرج حسام الدين مصطفى، عام 1962
فيلم «بطل للنهاية» للمخرج حسام الدين مصطفى، عام 1963
فيلم «النظارة السوداء» للمخرج حسام الدين مصطفى، عام 1963
فيلم «فتاة الميناء» للمخرج حسام الدين مصطفى، عام 1964
فيلم «الطريق» للمخرج حسام الدين مصطفى، عام 1964
فيلم «هارب من الأيام» للمخرج حسام الدين مصطفى، عام 1965
فيلم «شقاوة رجالة» للمخرج حسام الدين مصطفى، عام 1966
فيلم «بنت شقية» للمخرج حسام الدين مصطفى، عام 1967
فيلم «عالم مضحك جداً» للمخرج حسام الدين مصطفى، عام 1968
فيلم «شنبو في المصيدة» للمخرج حسام الدين مصطفى، عام 1968
فيلم «هى والشياطين» للمخرج حسام الدين مصطفى، عام 1969
فيلم «الشجعان الثلاثة» للمخرج حسام الدين مصطفى، عام 1969
فيلم «ابن الشيطان» للمخرج حسام الدين مصطفى، عام 1969
فيلم «نهاية الشياطين» للمخرج حسام الدين مصطفى، عام 1970
فيلم «الثعلب والحرباء» للمخرج حسام الدين مصطفى، عام 1970
مسلسل اذاعي «الأعماق البشرية» للمخرج فتح الله الصفتي، عام 1970
فيلم «امرأة ورجل» للمخرج حسام الدين مصطفى، عام 1971
فيلم «البعض يعيش مرتين» للمخرج كمال عطية، عام 1971
فيلم «الشيماء: أخت الرسول» للمخرج حسام الدين مصطفى، عام 1972
فيلم «الشياطين في أجازة» للمخرج حسام الدين مصطفى، عام 1973
فيلم «قاع المدينة» للمخرج حسام الدين مصطفى، عام 1974

## وصلات خارجية
- فايق بهجت على موقع الدهليز
- فايق بهجت على موقع قاعدة بيانات الأفلام العربية
- فايق بهجت على موقع الدهليز
- فايق بهجت على موقع كاروهات